# 마고메트 이브라기모프 (1985년)
마고메트 이드리소비치 이브라기모프(우즈베크어: Magomed Idrisovich Ibragimov, 러시아어: Магоме́д Идри́сович Ибраги́мов, 1985년 6월 2일~)는 러시아와 우즈베키스탄의 레슬링 선수이다. 2016년 하계 올림픽 남자 자유형 헤비급 종목에서 동메달을 획득했다.